# Vilattikulam
Vilattikulam är en ort i Indien.   Den ligger i distriktet Thoothukkudi och delstaten Tamil Nadu, i den södra delen av landet, 2 200 km söder om huvudstaden New Delhi. Vilattikulam ligger 28 meter över havet och antalet invånare är 14 802.
Terrängen runt Vilattikulam är mycket platt. Runt Vilattikulam är det ganska tätbefolkat, med 149 invånare per kvadratkilometer. Vilattikulam är det största samhället i trakten. Trakten runt Vilattikulam består till största delen av jordbruksmark.